# Randy Travis
Randy Travis, ursprungligen Randy Bruce Traywick, född 4 maj 1959 i Marshville i Union County, North Carolina, är en amerikansk countrysångare. Han har vunnit flera Grammy och GMA Dove Award.
Randy Travis har varit aktiv sedan 1985, och har spelat in mer än ett dussin skivor. Han har haft mer än 30 singlar på Billboard Hot Country, varav 16 stycken har nått förstaplatsen. Sitt stora genombrott fick han i mitten av 1980-talet med albumet Storms of Life som gavs ut av Warner Bros. Records. Albumet såldes i över tre miljoner exemplar och etablerade honom som en neotraditionell countryartist med en rad platina- och multiplatinaalbum genom karriären.
Från mitten av 1990-talet blev listframgångarna färre. Han lämnade 1997 Warner Bros. för DreamWorks Records, där han senare kom att inrikta sig på gospelmusik, en vändning som - trots att han fick ännu en countryhit med listettan "Three Wooden Crosses" - gav honom åtskilliga GMA Dove Award.
Vid sidan om sångkarriären har Randy Travis haft flera skådespelarroller. Skådespelarkarriären började med hans tv-special Wind in The Wire 1992. Sedan dess har han framträtt i flera filmer och tv-roller, emellanåt som sig själv.

## Biografi

### De tidiga åren
Randy Travis föddes i Marshville, North Carolina som det andra barnet i en skara av sex. Modern Bobbie var textilfabriksarbetare, och fadern Harold Traywick var häst- och kalkonuppfödare samt ägare av en byggfirma. Under uppväxten spelade han gitarr och sjöng i kyrkan. Vid åtta års ålder började han uppträda med sin bror, Ricky.
Travis började dricka när han var 12 år, och vid 14 års ålder var han marijuanamissbrukare och provade också starkare droger. Han bråkade ofta med sin pappa och hoppade tidigt av high school. Han blev ungdomsbrottsling och häktades för olika brott, däribland bilstöld och inbrott. 
Fadern anmälde Randy och Ricky till en talangjakt på en nattklubb vid namn "Country City, USA" i Charlotte, North Carolina. Randy och Ricky delade sin lilla succé med en annan person från Forest Hills High School, James "Spanky" Deese. Deese var en av stadens bästa fotbollsspelare på den tiden, men Randy och Ricky uppmuntrade honom till att inleda en musikkarriär med dem. Ricky, som också ofta var i trubbel med lagen, dömdes under den här tiden till fängelse, och Randy fick fullfölja talangjakten själv. Han vann den på egen hand, vilket ledde till att klubbens ägare, Elizabeth "Lib" Hatcher, blev intresserad av honom och gav honom arbete som sångare på klubben. Randy Travis började fokusera på musiken. Först började han spela in för Paula Records och släppte två singlar - '"She's My Woman" och "Dreamin'". Travis problem med rättvisan fortsatte dock, och han hamnade i rätten efter att ha misskött sig under sin skyddstillsyn. Elizabeth Hatcher bönföll till domaren, och Travis släpptes i hennes förvar.
Randy Travis flyttade in hos Elizabeth Hatcher, något som ytterligare påfrestade hennes bräckliga äktenskap. Till slut lämnade hon sin make, och 1982 flyttade hon och Travis till Nashville, Tennessee. Travis fick nej av alla skivbolag i staden. Hans tidiga demokassetter kritiserades av skivbolagscheferna i Nashville för att vara "för mycket country". Elizabeth Hatcher fick arbete som chef på en nattklubb vid namn "The Nashville Palace" och anställde Travis som kock och sångare. Det var under denna tid som en kärlekshistoria började mellan dem. Randy Travis sade "Jag tror att vi upptäckte hur mycket vi behöver varandra".

### Karriär
1982 spelade Randy Travis på egen hand in ett album, Randy Ray Live, och Lib Hatcher använde det för att ordna ett kontrakt med Warner Bros. Records. Emellertid sade skivbolaget att de måste hålla sin romans hemlig för att inte skrämma bort fansen, och de ändrade hans scennamn från Randy Ray till Randy Travis. 1985 gav Warner Brothers ut singeln "On The Other Hand", vilken nådde en 67:e plats på countrylistorna. Hans nästa singel, "1982" blev en topp 10-hit och ledde till att "On The Other Hand" gavs ut än en gång 1986. Den återutgivna singeln blev Randy Travis första listetta.
Hans debutalbum Storms of Life kom att sälja mer än fyra miljoner exemplar. I slutet av 1980-talet hade han en rad hits, exempelvis "No Place Like Home" och "Diggin' Up Bones". En låt från hans andra Warner Brothers-album Always and Forever, "Forever and Ever, Amen", kan sägas ha banat väg för den neotradionella countryeran och fick countrymusiken att nå ut bortom sin traditionella fanbas.[källa behövs] Två år i rad vann Randy Travis Grammy Award för bästa manliga countryartist, för albumen Always & Forever 1988 och Old 8x10 1989. Old 8x10 sålde platina, och Always and Forever låg etta i 43 veckor. 1991 gifte sig Randy Travis och Elizabeth Hatcher. Samma år deltog Travis i "Voices That Care", ett projekt där flera toppnamn inom musiken gick ihop och spelade in en singel för att samla in pengar till allierade trupper i Gulfkriget. Projektet inkluderade countrysångare som Garth Brooks, Kenny Rogers och Kathy Mattea.
Under 1992 började Travis listframgångar att avta, när artister som Garth Brooks, Clint Black och andra hade börjat vinna framgångar. Han tog ett avbrott från musiken för att koncentrera sig på skådespeleriet, och fick flera olika roller i ett flertal västernfilmer. 1994 kom han tillbaka för att spela in ett nytt album, This Is Me, som innehöll hitsinglen "Whisper My Name". 1997 lämnade Travis Warner Brothers. Han flyttade till DreamWorks Nashville och spelade in You and You Alone, ett album som gav topp 10-hitsen "Out Of My Bones" och "Spirit Of A Boy, Wisdom Of A Man". Dessa följdes av albumen "Insriational Journey" (2000), "Rise and Shine" (2002), och "Worship & Faith" (2003). Singeln "Three Wooden Crosses" från albumet Rise and Shine blev listetta, och blev årets låt vid Country Music Awards 2003. Samma år rankades Randy Travis som nummer 13 på CMT's 40 Greatest Men of Country Music. Randy Travis fortsatte att spela i filmer och på tv och framträdde bland annat i flera olika avsnitt av serien Touched By An Angel. Hans album Passing Through släpptes i november 2004. Efter albumen Glory Train: Songs Of Faith, Worship och Praise 2005, och julalbumet Songs Of The Season 2007, släppte Randy Travis sin nya singel "Faith In You" som en fri nerladdningslåt på sin officiella hemsida. I juli 2008 kom hans senaste album Around The Bend. På albumet finns "Faith In You" med.
I mars 2009 släpptes greatest hits-samlingen I Told You So: The Ultimate Hits Of Randy Travis.

## Diskografi

### Studioalbum
1. 1986 – Storms of Life
2. 1987 – Always & Forever
3. 1988 – Old 8×10
4. 1989 – No Holding Back
5. 1990 – Heroes & Friends
6. 1991 – High Lonesome
7. 1993 – Wind In The Wire
8. 1994 – This Is Me
9. 1996 – Full Circle
10. 1998 – You And You Alone
11. 1999 – A Man Ain't Made Of Stone
12. 2000 – Inspirational Journey
13. 2002 – Rise And Shine
14. 2003 – Worship And Faith
15. 2004 – Passing Through
16. 2005 – Glory Train: Songs Of Faith, Worship, And Praise
17. 2008 – Around The Bend

### Julalbum
1. 1989 – An Old Time Christmas
2. 2007 – Songs of Season

### Livealbum
1. 2001 – Live: It Was Just A Matter Of Time

### Samlingsalbum
1. 1992 – Greatest Hits, Volume 1
2. 1992 – Greatest Hits, Volume 2
3. 1995 – Forever & Ever... The Best Of Randy Travis
4. 1998 – Greatest #1 Hits
5. 2000 – Super Hits, Volume 1
6. 2002 – Trail Of Memories: The Randy Travis Anthology
7. 2003 – The Essential Randy Travis
8. 2004 – The Very Best Of Randy Travis
9. 2009 – I Told You So: The Ultimate Hits Of Randy Travis
10. 2009 – Three Wooden Crosses: The Inspirational Hits Of Randy Travis

### Singlar
1. 1978 – "I'll Take Any Willing Woman"
2. 1978 – "She's My Woman"
3. 1985 – "On The Other Hand"
4. 1985 – "1982"
5. 1986 – "On The Other Hand" (återutgivning)
6. 1986 – "Diggin' Up Bones"
7. 1987 – "No Place Like Home"
8. 1987 – "Forever & Ever, Amen"
9. 1987 – "I Won't Need You Anymore (Always And Forever)"
10. 1987 – "Too Gone Too Long"
11. 1988 – "I Told You So"
12. 1988 – "Honky Tonk Moon"
13. 1988 – "Deeper Than Holler"
14. 1989 – "Is It Still Over?"
15. 1989 – "Promises"
16. 1989 – "It's Just A Matter Of Time"
17. 1990 – "Hard Rock Bottom Of Your Heart"
18. 1990 – "He Walked On Water"
19. 1990 – "A Few Ole Country Boys" (med George Jones)
20. 1991 – "Heroes And Friends"
21. 1991 – "Point Of Light"
22. 1991 – "Forever Together"
23. 1992 – "Better Class Of Losers"
24. 1992 – "I'd Surrender All"
25. 1992 – "If I Didn't Have You"
26. 1992 – "Look Heart, No hands"
27. 1993 – "An Old Pair Of Shoes"
28. 1993 – "Cowboy Boogie"
29. 1994 – "Wind In The Wire"
30. 1994 – "Before You Kill Us All"
31. 1994 – "Whisper My Name"
32. 1995 – "This Is Me"
33. 1995 – "The Box"
34. 1996 – "Are We In Trouble Now"
35. 1996 – "Would I"
36. 1997 – "Price To Pay"
37. 1997 – "King Of The Road"
38. 1998 – "Out Of My Bones"
39. 1998 – "The Hole"
40. 1999 – "Spirit Of A Boy, Wisdom Of A Man"
41. 1999 – "Stranger In My Mirror"
42. 1999 – "A Man Ain't Made Of Stone"
43. 2000 – "Where Can I Surrender"
44. 2000 – "A Little Left Of Center"
45. 2000 – "I'll Be Right Here Loving You"
46. 2000 – "Baptism"
47. 2001 – "America Will Always Stand"
48. 2002 – "Three Woooden Crosses"
49. 2003 – "Pray For The Fish"
50. 2003 – "Above All"
51. 2004 – "Four Walls"
52. 2004 – "Angels"
53. 2008 – "Faith In You"
54. 2008 – "Dig Two Graves"
55. 2009 – "Turn It Around"

### Singlar med gästartister
1. 1991 – "We're Strangers Again" (med Tammy Wynette)
2. 1998 – "Same Old Train" (div. Artister)
3. 2009 – "I Told You So" (med Carrie Underwood)

### Musikvideor
1. 1986 – "On The Other Hand"
2. 1987 – "No Place Like Home"
3. 1987 – "Forever And Ever, Amen"
4. 1988 – "I Told You So"
5. 1989 – "Is It Still Over?"
6. 1989 – "Promises"
7. 1989 – "It's Just A Matter Of Time"
8. 1989 – "Santa Claus Is Coming To Town"
9. 1990 – "He Walked On Water"
10. 1991 – "Heroes And Friends"
11. 1991 – "Point Of Light"
12. 1992 – "Better Class Of Losers"
13. 1992 – "If I Didn't Have You"
14. 1993 – "Look Heart, No Hands"
15. 1993 – "An Old Pair Of Shoes"
16. 1993 – "Cowboy Boogie"
17. 1994 – "Wind In The Wire"
18. 1994 – "Before You Kill Us All"
19. 1994 – "Whisper My Name"
20. 1994 – "This Is Me"
21. 1995 – "The Box"
22. 1996 – "Are We In Trouble Now"
23. 1996 – "Would I"
24. 1998 – "Out Of My Bones"
25. 1998 – "The Hole"
26. 1998 – "Spirit Of A Boy, Wisdom Of A Man"
27. 1999 – "A Man Ain't Made Of Stone"
28. 2003 – "Three Wooden Crosses"
29. 2005 – "Angels"
30. 2008 – "Faith In You"

## Musikpriser

### Academy of Country Music Awards
- 1985 Top New Male Vocalist
- 1986 Album Of The Year – Storms Of Life
- 1986 Single Of The Year – "On The Other Hand"
- 1986 Top Male Vocalist
- 1987 Single Of The Year – "Forever And Ever, Amen"

### American Music Awards
- 1988 Favorite Country Album – Always & Forever
- 1988 Favorite Country Male Artist
- 1988 Favorite Country Single – "Forever And Ever, Amen"
- 1989 Favorite Country Album – Always & Forever
- 1989 Favorite Country Male Artist
- 1989 Favorite Country Single – "I Told You So"
- 1990 Favorite Country Album – Old 8x10
- 1990 Favorite Country Male Artist
- 1990 Favorite Country Single – Deeper Than The Holler

### Country Music Association Awards
- 1986 Horizon Award
- 1987 Album Of The Year – Always & Forever
- 1987 Male Vocalist Of The Year
- 1987 Single Of The Year – "Forever And Ever, Amen"
- 1988 Male Vocalist Of The Year

### GMA Dove Award
- 2001 Country Song of the Year – "Baptism" (tillsammans med Mickey Cates)
- 2001 Bluegrass Album of the Year – Inspirational Journey
- 2003 Country Album of the Year – Rise And Shine
- 2004 Country Song of the Year – "Three Wooden Crosses"
- 2004 Country Album of the Year – Worship & Faith
- 2005 Country Album of the Year – Passing Through
- 2006 Country Album of the Year – Glory Train: Songs of Faith, Worship, and Praise

### Grammy Award
- 1988 Grammy Award For Best Male Country Vocal Performance - Always & Forever
- 1989 Grammy Award For Best Male Country Vocal Performance - Old 8x10

## Filmografi
1. (2007) The Wager – Michael Steele
2. (2007) The Gift: Life Unwrapped – Ellison
3. (2007) National Treasure: Book Of Secrets – uppträder för presidenten i USA
4. (2006) Lost: A Sheep Stroy – Porkchop
5. (2006) On The Farm: The Prodigal Pig – Porkchop
6. (2006) The Visition – Kyle Sherman
7. (2003) Apple Jack – berättare
8. (2003) The Long Ride Home – Jack Fowler/Jack Cole
9. (2002) The Trial Of Old Drum – Charlie Burden Jr. (som gammal)
10. (2001) Texas Rangers – Frank Bones
11. (2000) The Cactus Kid – Pecos Jim
12. (2000) John John In The Sky – John Caliborne
13. (2000) The Million Dollar Kid – affärsman
14. (1999) The White River Kid – Sheriff Becker
15. (1999) Baby Geniuses – kontrollrumstekniker
16. (1998) Hey Arnold - som "Travis Randall"
17. (1998) T.N.T. – Jim
18. (1998) Black Dog – Earl
19. (1997) The Rainmaker – Billy Porter
20. (1997) The Shooter – Kyle
21. (1997) Annabelle's Wish – Billy (som vuxen)/berättare
22. (1997) Steel Chariots – Rev. Wally Jones
23. (1997) Fire Down Below – Ken Adams
24. (1997) Boys Will Be Boys – Lloyd Clauswell
25. (1996) Sabrina, The Teenage Witch (Tv-serie)
26. (1996) Edie & Pen – Pony Cobb
27. (1995) A Holiday To Remember – Clay Traynor
28. (1994) Dead Man's Revenge – U.S. Marshall
29. (1994) Frank & Jesse – Cole Younger
30. (1994) Texas – kapten Sam Garner
31. (1994) At Risk – Ellison
32. (1994) The Outlwas: Legend Of O.B. Taggart